# Villa d'Este
Villa d'Este là một dinh thự thế kỷ 16 nằm ở Tivoli, gần Roma, Ý. Nó nổi tiếng với cảnh quan vườn thời Phục hưng thiết kế dạng bậc thang và đặc biệt khi có rất nhiều các đài phun nước tuyệt đẹp. Hiện nó là một bảo tàng của Ý, một Di sản thế giới được UNESCO công nhận từ năm 2001.

## Lịch sử
Dinh thự này được Đức Hồng y Ippolito II của Este (1509-1572) là con trai thứ hai của Alfonso I của Este, Công tước Ferrara và cháu trai của Giáo hoàng Giáo hoàng Alexanđê VI. Gia tộc Este từng là lãnh chúa của Ferrara từ năm 1393 và nổi tiếng là người bảo trợ cho nghệ thuật và các học giả thời Phục hưng. Ippolito được định sẵn sẽ theo sự nghiệp ở nhà thờ khi mới chỉ mười tuổi ông đã là Tổng giám mục của Milano. Ở tuổi 27, ông đã được gửi đến Pháp để làm cố vấn cho vua François I và đến năm 1540, ông đã trở thành thành viên của Hội đồng tư vấn cho vua. Năm 30 tuổi, theo yêu cầu của vua thì Giáo hoàng Phaolô III sắc phong Hồng y. Nhờ các mối liên kết với giáo hội và hoàng gia, ông trở thành một trong những hồng y giàu có nhất lúc bấy giờ với thu nhập hàng năm khoảng 120.000 scudi. Đồng thời ông cũng là một người bảo trợ cho nghệ thuật khi hỗ trợ một loạt các nghệ sĩ như nghệ sĩ điêu khắc Benvenuto Cellini, nhạc sĩ Pierluigi da Palestrina và nhà thơ Torquato Tasso. Chính vì vậy, dù có thu nhập rất lớn nhưng ông luôn trong cảnh nợ nần. Tân vương của Pháp là Henri II đã gửi ông làm đặc sứ đến Rome, nơi ông đóng vai trò chính đến chính trị và xã hội của thành phố. Ông đến và định mệnh sẽ trở thành Giáo hoàng và sử dụng tất cả tiền bạc và tầm ảnh hưởng của mình cho các mục tiêu, nhưng tại thời điểm đó Cải cách Kháng nghị và Công đồng Trentô nên phong cách sống ngông cuồng của ông đã chống lại chính ông. Từ ứng cử viên hàng đầu cho vị trí Giáo hoàng với sự ủng hộ của vua Pháp đã bị Gia tộc Habsburg chặn lại. Ông đã nhanh chóng rút lại ứng cử để ủng hộ ứng viên mới của Habsburg và được khen thưởng. Ngày 3 tháng 12 năm 1549, ông được chọn vào vị trí thủ hiến của Tivoli. Chức danh mới này có vẻ phù hợp với ông bởi ông là người say mê sưu tầm đồ cổ và vị trí đó trao cho ông quyền tài phán đối với Villa Adriana (Dinh thự của Hadrian) và các địa điểm khảo cổ khác vừa được khai quật. Nhưng ông vẫn không từ bỏ tham vọng trở thành Giáo hoàng khi có tới năm lần ứng cử nhưng đều thất bại.
Tivoli từng là một nơi nghỉ dưỡng mùa hè phổ biến từ thời La Mã cổ đại do vị trí của nó, nhiệt độ lạnh và gần với Villa Adriana, nơi ở mùa hè của hoàng đế Hadrian. Chức danh thủ hiến Tivoli kèm với một nơi ở nằm trong tu viện dòng Biển Đức cũ được xây dựng vào thế kỷ thứ 9 trên nền móng của một dinh thự La Mã cũ. Năm 1256, nó được tặng lại cho dòng Phan-xít. Khu nhà này không đủ lớn cho một Hồng y lớn có tầm cỡ như Este, nhưng từ đây lại có một cái nhìn ngoạn mục xuống vùng nông thôn phía dưới, bao gồm cả Adriana, và có nguồn cung cấp nước tự nhiên dồi dào cho đài phun nước và khu vườn. Ông đã ủy nhiệm cho một học giả, một kiến trúc sư nổi bật là Pirro Ligorio, người đã nghiên cứu về Adriana và nhiều địa điểm La Mã lân cận khác, lên kế hoạch về một dinh thự và khu vườn mới vượt xa mọi thứ mà người La Mã đã xây dựng. Ông đã có được nguồn cung cấp đá cẩm thạch và những bức tượng khổng lồ từ tàn tích của Adriana.
Vùng đất được mua lại và kế hoạch xây dựng bắt đầu vào cuối những năm 1550 nhưng ông đã bị phân tâm bởi các phái đoàn ngoại giao khác nhau và ông đã phải đến miền bắc Ý để giải quyết một cuộc chiến ở Parma, sau đó lại được vua Henri II gửi đến Sienna làm nhiệm vụ. Và phải mãi đến mùa hè năm 1555 ông mới trở lại Tivoli. Tuy nhiên vào tháng 9 năm 1555, ông bị Giáo hoàng Phaolô IV buộc tội buôn thần bán thánh. Mãi đến năm 1559 khi Giáo hoàng Phaolô IV qua đời, Giáo hoàng Piô IV mới nhậm chức đã khôi phục chức danh cho ông với tư cách là thủ hiến Tivoli. Công việc xây dựng bắt đầu khi ông trở lại vào tháng 7 năm 1560. Công trường xây dựng rộng lớn trên khu vực đất đòi hỏi việc phá rỡ nhà cửa, đường sá. Năm 1568, người dân địa phương đã đệ trình mười hai đơn từ kiện tụng khác nhau chống lại ông nhưng không ngăn cản được Ippolito II tiếp tục dự án. Từ năm 1563 đến 1565, một lượng lớn đất được sử dụng để tạo thêm các sân thượng, vòm cuốn, hang hốc và cả tượng đài Nymphaeum. Con sông Aniene gần đó được đổi dòng để làm nguồn cung cấp nước cho hệ thống hồ, vòi phun nước, kênh dẫn, đài phun nước, thác và cả trò chơi của nước. Khu vườn dốc với độ cao từ trên xuống là hơn 45 mét đặt ra thách thức. Các kênh đã được đào và 200 mét đường ống ngầm được đặt để mang nước từ ngọn núi nhân tạo dưới đài phun nước hình bầu dục đến phần còn lại của khu vườn. Theo các nguyên tắc thẩm mỹ thời Phục hưng, khu vườn được phân chia cẩn thận thành các phần, hoặc các ngăn, mỗi chiều rộng 30 mét, được bố trí dọc theo trục dọc thành năm trục bên.
Toàn bộ kế hoạch cho khu dinh thự chính được thực hiện dưới sự chỉ đạo của kiến trúc-kỹ sư Alberto Galvani, trong khi họa sĩ trang trí nội thất chính bên trong tòa nhà là Livio Agresti tới từ Forlì. Năm 1565 và 1566, công việc trang trí nội thất của dinh thự bắt đầu. Việc trang trí được thực hiện bởi một nhóm các họa sĩ dưới thời Girolamo Muziano và Federico Zuccari. Năm 1566, hồng y Ippolito II đã nỗ lực lần thứ năm để được bầu làm Giáo hoàng, nhưng một lần nữa ông thất bại, và ông đã bị giáo hoàng mới là Giáo hoàng Piô V loại trừ. Chính vì vây, ông ngày càng chú ý đến việc trang trí tư dinh của mình hơn. Các nhóm họa sĩ và công nhân vữa mới đã làm việc từ năm 1567 đến 1572, dưới sự chỉ đạo của Girolamo Muziano, Livio Agresti, Cesare Nebbia, Durante Alberti, Metteo Neroni và Federico Zuccari. Các họa sĩ được sự hỗ trợ của các nhà điêu khắc Giovan Battista della Porta, Pirrino del Galgliardo, Gillis van den Vliete, Giovanni Malanca và Pierre de la Motte và các nghệ sĩ khảm, cũng như các kỹ sư đài phun nước, dẫn đầu bởi Pirro Ligorio, nhà thiết kế ban đầu của dự án, người đã trở lại để hoàn thành công việc vào năm 1567-68.
Công việc điên cuồng diễn ra trong khi dự án bắt đầu chậm lại vào năm 1569, có lẽ là do những khó khăn tài chính của Hồng y, người không còn hy vọng được bầu làm Giáo hoàng và đã mất các vị trí béo bở tại Pháp. Ông dành nhiều thời gian hơn trong dinh thự, đọc và gặp gỡ các nhà thơ, nghệ sĩ và triết gia hàng đầu thời Phục hưng. Vào mùa hè năm 1572, ông đã chiêu đãi một vị khách quan trọng cuối cùng, đó là Giáo hoàng Grêgôriô XIII. Để chuẩn bị cho chuyến viếng thăm quan trọng này, ông đã trang trí lại các tầng trên cùng của dinh thự và gấp rút hoàn thành đài phun nước rồng. Lễ tân phục vụ tiếp đón Giáo hoàng tiêu tốn của Hồng y hơn 5.000 scudi buộc ông phải cầm cố các đồ vật quý giá khác. Ngay sau buổi gặp, vào ngày 2 tháng 12 năm 1572, Đức Hồng y Ippolito II qua đời tại Rome và được chôn cất trong một ngôi mộ đơn giản ngay nhà thờ liền kề với dinh thự.

### Trong những năm sau đó
Với cái chết của Đức Hồng y Ippolito II vào năm 1572, dinh thự được truyền lại cho cháu trai của ông là Hồng y Luigi (1538-1586), người tiếp tục với các đài phun nước và khu vườn còn dang dở nhưng phải vật lộn vì chi phí bảo trì quá cao. Khi ông qua đời vào năm 1586, nó thuộc sở hữu của Hồng y phó tế, người có rất ít các hoạt động để duy trì công trình. Năm 1599, nó trở về thuộc sở hữu của gia tộc Este với tham vọng của Hồng y Alessandro của Este (1538-1624), người đã thực hiện một cuộc cải tạo lớn các khu vườn và đài phun nước mới ở các khu vườn phía dưới. Những người kế tục ông sau đó lần lượt là Công tước Modena bổ sung thêm các khu vườn và Francesco I (1629-1641) đã khôi phục nhiều cấu trúc đổ nát, bắt đầu trồng cây trong những khu vườn không có bóng râm trước đây. Đức Hồng y Rinaldo I đã ủy thác cho kiến trúc sư Gian Lorenzo Bernini xây dựng hai đài phun nước từ năm 1660-1661. Sau năm 1695, gia tộc Este không thể hỗ trợ chi phí cao cho việc xây dựng dinh thự nữa, thứ mà họ hiếm khi sử dụng và không mang lại thu nhập nào cả. Công trình đi vào sự suy giảm kéo dài. Sau năm 1751, đồ đạc được gửi đến Modena, và tác phẩm điêu khắc cổ đã dần bị xóa khỏi các khu vườn để bán cho các nhà sưu tập. Năm 1796, gia tộc Habsburg chiếm hữu dinh thự, sau khi Ercole III tiếp tục trao nó cho con gái Maria Beatrice, người đã kết hôn với Đại công tước Ferdinand của Habsburg. Nó đã bị bỏ rơi và đã bị hai người lính Pháp chiếm giữ, những kẻ đã lấy đi phần lớn trang trí còn sót lại của dinh thự.
Giữa năm 1850 và 1896, dinh thự lại thuộc sở hữu của Đức hồng y Gustav von Hohenlohe, người đã khôi phục lại dinh thự và những khu vườn đổ nát, cây cối mọc um tùm.Nó một lần nữa thu hút các nghệ sĩ, nhạc sĩ và nhà văn. Nhà soạn nhạc Franz Liszt đã thực hiện một số chuyến thăm trong khoảng thời gian từ 1865 đến 1885 và viết ba bản nhạc piano, hai trong số đó có tựa đề "Aux cyprès de la Villa d'Este" và "Les jeux d'eau à la Villa d'Este" "mô tả vẻ đẹp của dinh thự. Nó nằm trong bộ ba tổ khúc piano độc tấu "Années de pèlerinage" của ông.
Sau chiến tranh thế giới thứ nhất, dinh thự đã được Nhà nước Ý mua lại, bắt đầu cuộc đại trùng tu vào năm 1922. Nó được tân trang lại bằng những bức tranh từ các nhà kho của Phòng triển lãm Quốc gia Rome. Sau khi bị thiệt hại do bom vào năm 1944 trong Thế chiến lần thứ hai, và nhiều bức tường đã bị xuống cấp trong những năm sau chiến tranh do ô nhiễm môi trường, nhưng các chiến dịch phục hồi và bảo vệ đã cố gắng giữ nguyên vẹn các đặc điểm nổi tiếng của dinh thự và vườn. Tập thơ của Jean Garrigue có tựa đề A Water Walk of Villa d'Este (1959) được lấy cảm hứng từ những khu vườn của dinh thự. Kenneth Anger đã quay phim Eaux d'Artifice lấy bối cảnh tại đây. Nhiều đài phun nước không hoạt động trong nhiều năm đã được khôi phục và trình diễn mỗi ngày cho du khách ghé thăm.

## Dinh thự
Ngày nay, lối vào chính của dinh thự là thông qua một cánh cửa nhỏ tại Quảng trường Trento, ngay cạnh lối vào Nhà thờ Santa-Maria Maggiore. Nhưng vào thời của Ippolito II, lối vào này hiếm khi được sử dụng. Khi đó du khách đến đây đi từ cửa ở khu vườn dưới cùng, sau đó đi lên từng bậc, qua các khu vườn, đài phun nước và dinh thự. Lối đi hiện tại có từ năm 1521, trước cả thời kỳ của Ippolito. Tiền sảnh sau cánh cửa trước đây từng được bao phủ bởi những bức tranh nhưng bị phá hủy bởi những vụ đánh bom trong chiến tranh thế giới lần thứ hai. Đó là những cảnh đơn sắc Cựu Ước, một vài trong số đó vẫn có thể được thấy. Niên đại của những bức tranh khoảng từ năm 1563-65 và có lẽ được tạo ra bởi GIrolamo Muziano. Đi qua tiền sảnh là Hội trường của những câu chuyện về Solomon, cho thấy những mảnh ghép cuộc đời của vua Solomon qua các bức vẽ. Chúng được cho là tác phẩm của Muziano và các thợ thủ công của ông vẽ năm 1565.
Một sân trong là nơi có tu viện ban đầu được xây dựng vào năm 1566-67 được bao quanh bởi một phòng trưng bày. Trung tâm của sân là đài phun nước Venus, là đài phun nước duy nhất trong dinh thự vẫn giữ được vẻ ngoài và các họa tiết trang trí ban đầu. Đài phun nước này được thiết kế bởi Raffaelo Sangallo vào năm 1568-69, với hai cột đá doric và một bức tượng bán thân bằng đá cẩm thạch thế kỷ thứ tư của Hoàng đế Constatine. Trung tâm của đài phun nước là bức tượng của thần Venus đang ngủ được tạo ra từ thế kỷ 4 hoặc 5 TCN. Nước được đổ xuống từ một chiếc bình bên cạnh vị thần vào một bể chứa Labrum La Mã bằng đá cẩm thạch trắng thế kỷ thứ 2, với bên là đầu sư tử. Ba mặt của đài phun nước là sân trong thế kỷ 16 được đặt trên một tu viện dòng Biển Đức cũ. Đài phun nước trên một bức tường có một hốc và một hình vẽ theo nguyên mẫu Hy Lạp quen thuộc Sleeping Ariadne tại Bảo tàng Vatican. Hốc đá này có các nhũ đá trên cao với một hình ảnh nữ thần hoặc vệ nữ địa phương, mặc dù sách hướng dẫn đôi khi gọi cô là thần Venus. Nền của đài phun nước được trang trí với một bức phù điêu bằng vữa đã được mạ vàng và khắc họa những con đại bàng trắng, biểu tượng trên quốc huy của Nhà Este. Nó minh họa quá trình dòng sông chảy từ Núi Sant'Angelo đến dinh thự. Các trang trí điêu khắc xung quanh sân, đặc biệt là hình ảnh của Mộc qua, minh họa cho kỳ công thứ 11 của Hercules; trộm táo vàng từ Vườn Hesperides, nơi được bảo vệ bởi rồng Ladone. Hercules được cho là người bảo vệ khu vực Tiiburtin nơi có dinh thự này, và cũng được tuyên bố là tổ tiên của gia tộc Este.

## Trong nghệ thuật
Rất ít khu vườn được nhiều nghệ sĩ đáng chú ý vẽ nhiều hơn Villa d'Este, đặc biệt là trong thời Phục hưng và thế kỷ 19. Do đó, các đặc điểm của khu vườn ảnh hưởng và được bắt chước trong nhiều khu vườn khác trên khắp châu Âu, từ Anh đến Nga. Vào thời Phục hưng, khu vườn của dinh thự này được xem là nơi trưng bày nghệ thuật cổ điển và công nghệ mới, nhưng vào cuối thế kỷ 18, khi khu vườn đạt sự đỉnh cao và rơi vào đổ nát, hình ảnh của khu vườn lãng mạn đẹp như tranh vẽ đã được khắc họa qua nhiều tác phẩm nghệ thuật.

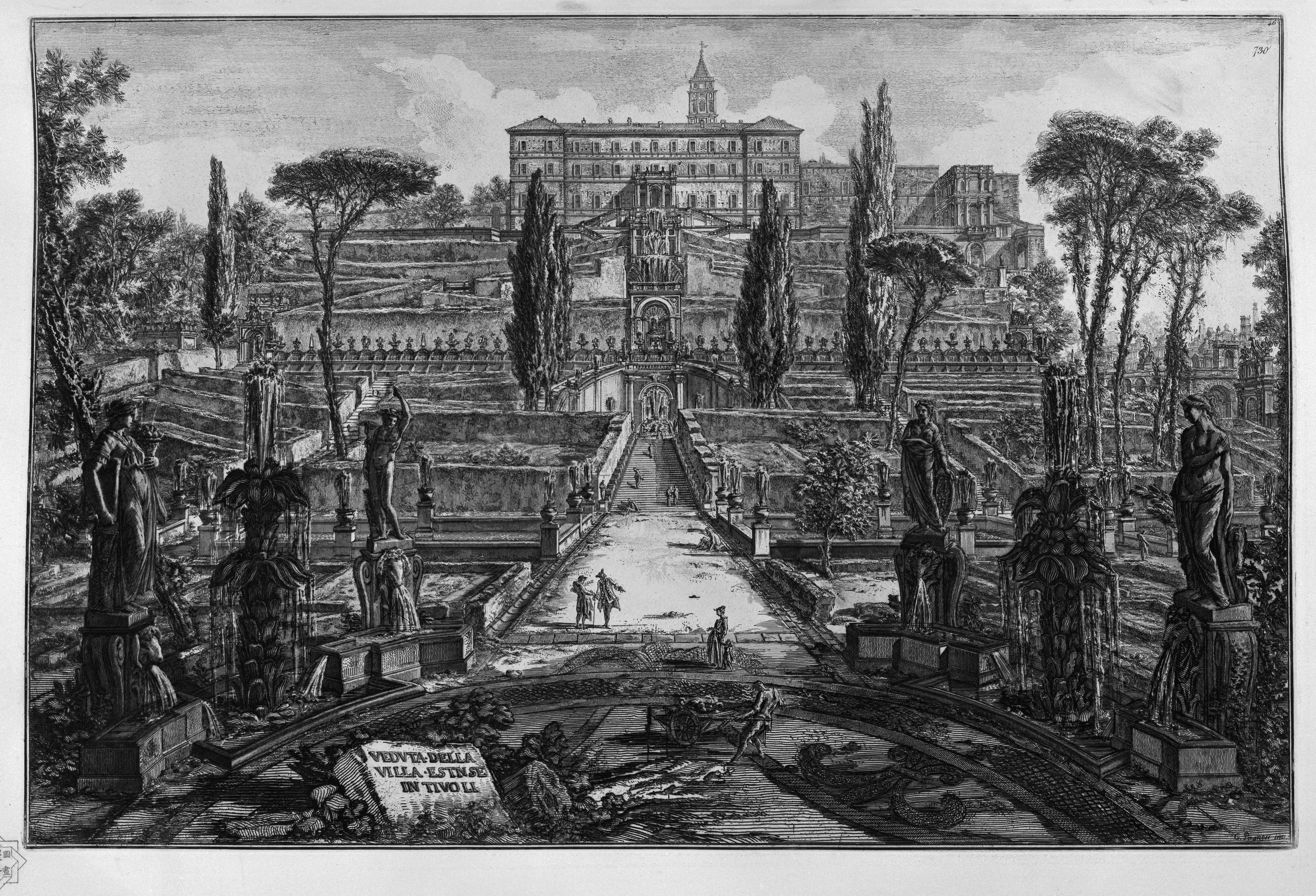
Khu vườn biệt thự của Giovanni Battista Piranesi (1761)
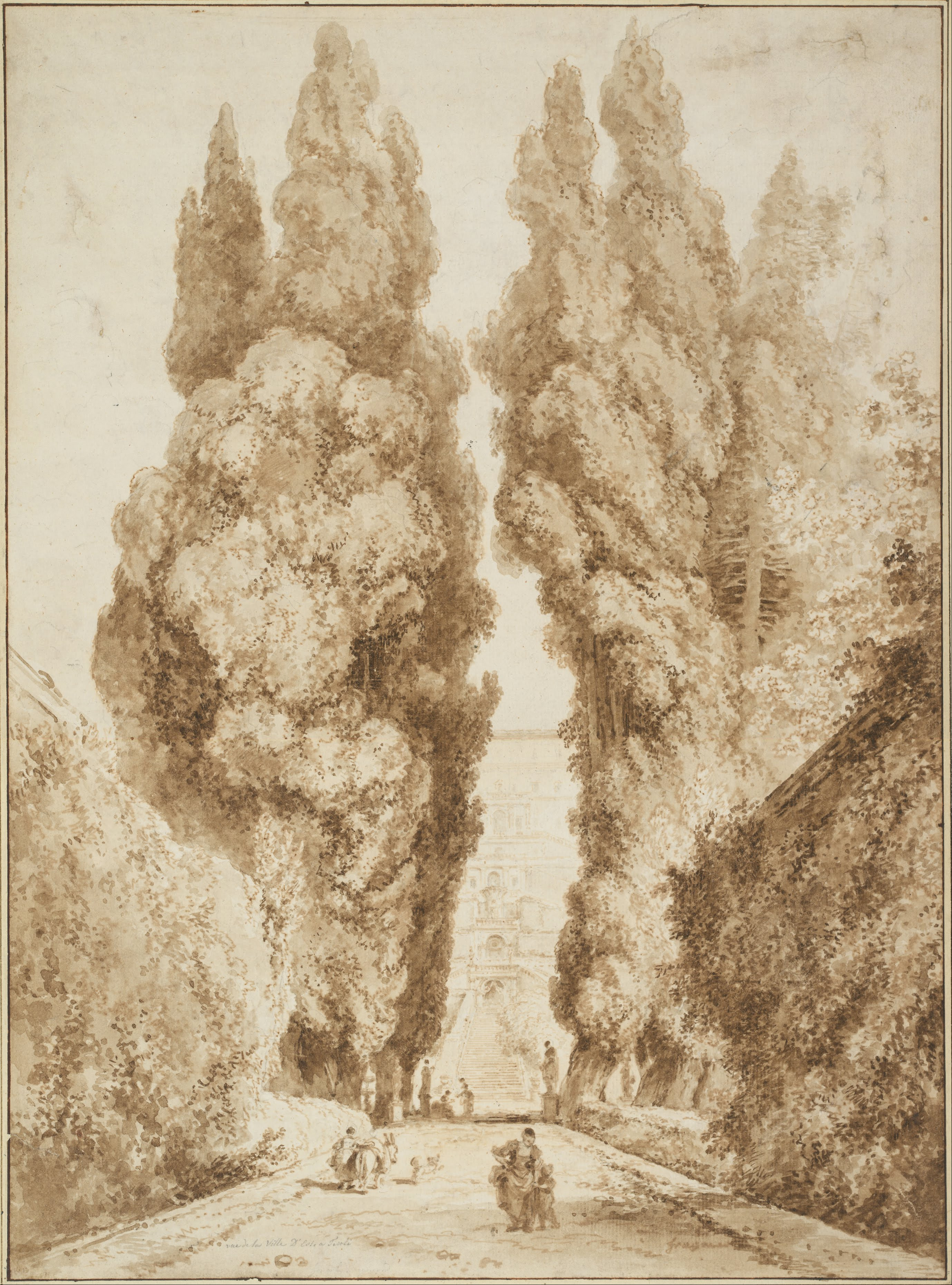
Đại lộ Cypress của Villa d'Este bởi Jean-Honoré Fragonard (1774)
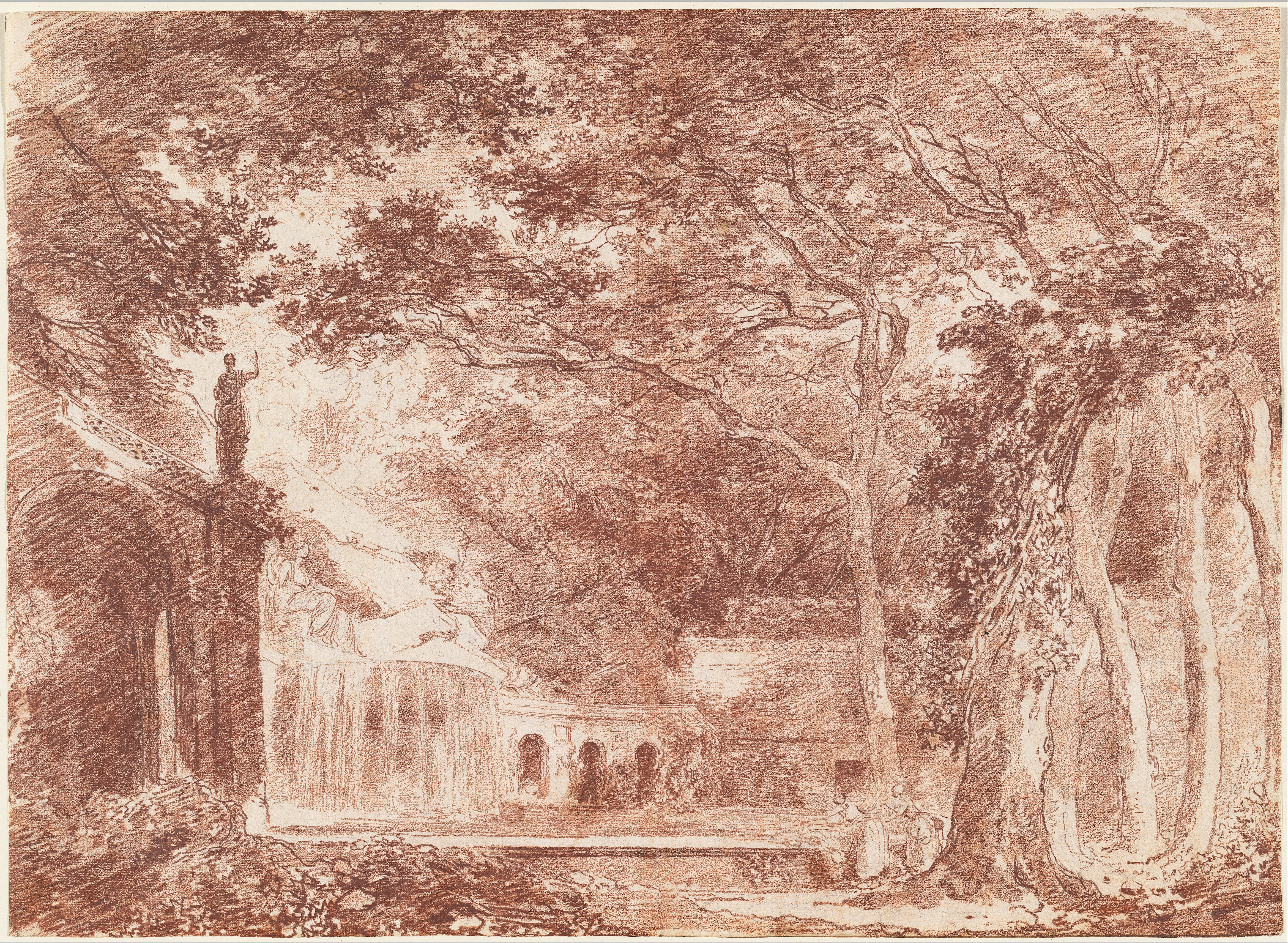
Bản vẽ đài phun nước bầu dục của Hubert Robert (1733–1808)
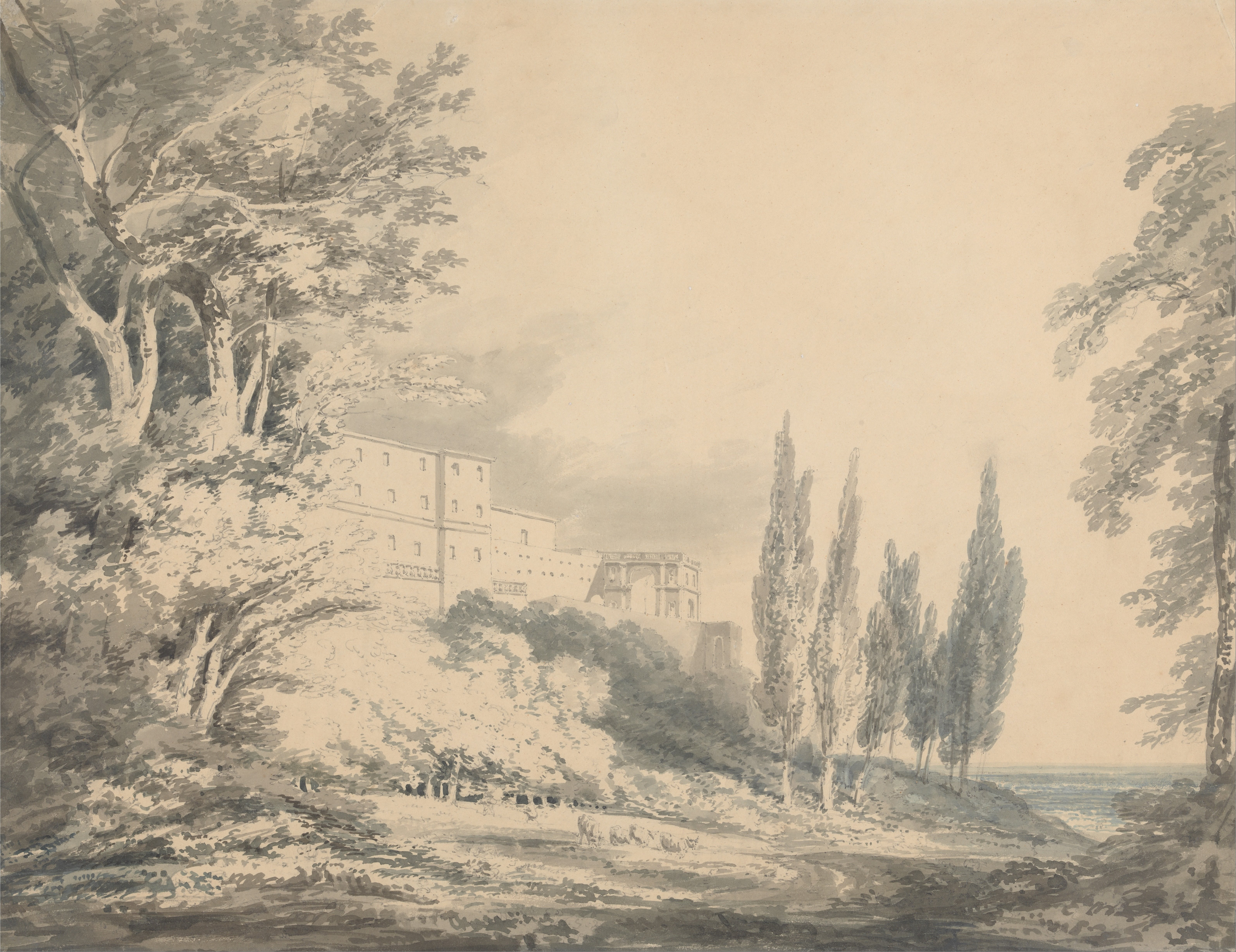
Villa d'Este của J.M.W. Turner (about 1796)
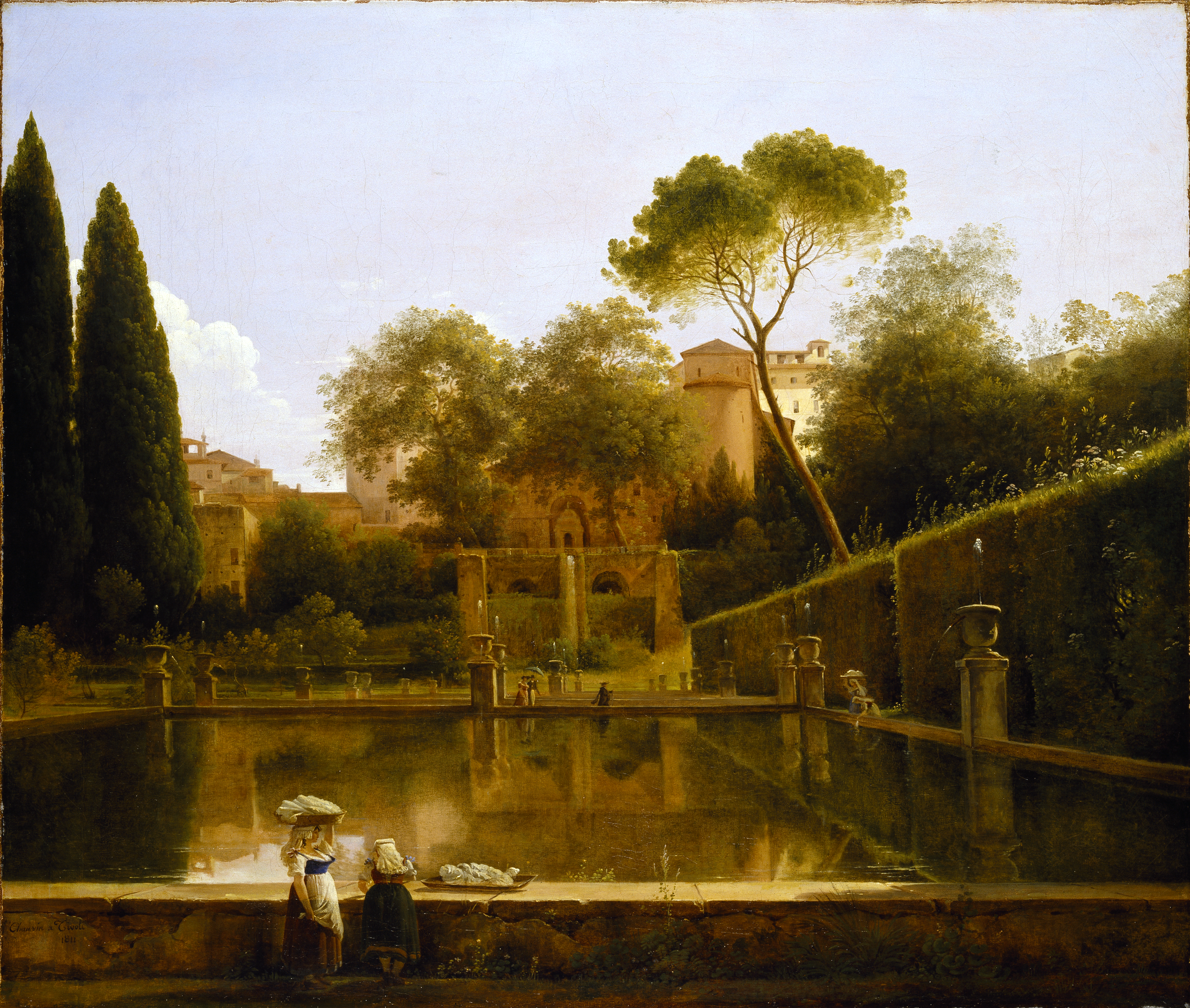
Villa d'Este của Pierre-Athanese Chauvin (1811)
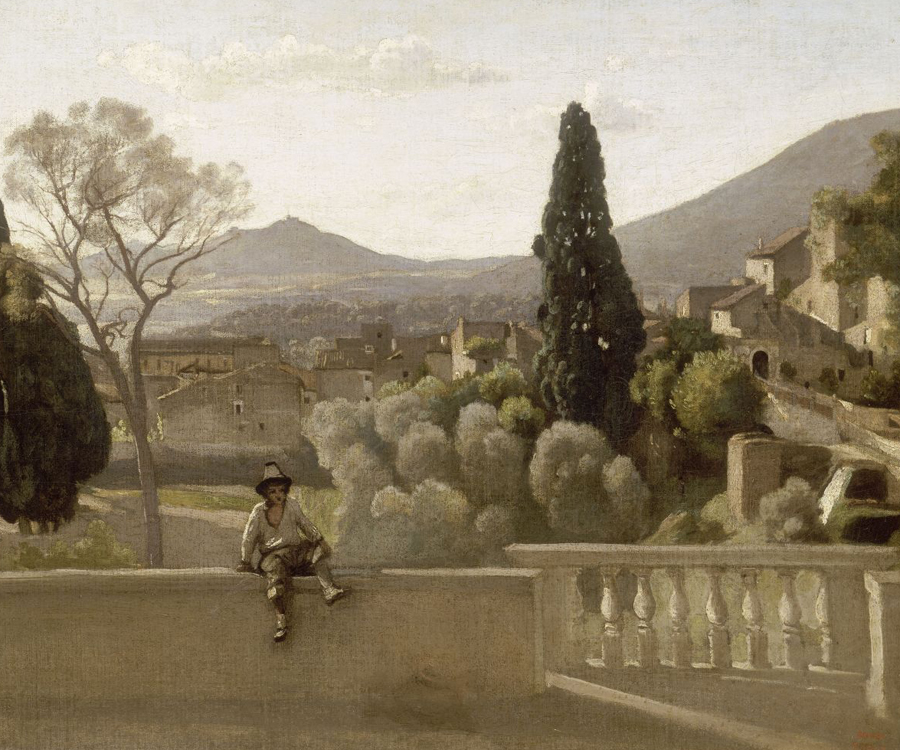
Vườn của Villa d'Este. của Jean-Baptiste Camille Corot (1843)